# Alain Blottière
Pour les articles homonymes, voir Blottière.
Alain Blottière est un écrivain français né en 1954 à Neuilly-sur-Seine.
Auteur de romans, de récits de voyage et d'essais, son œuvre se caractérise par son inspiration exotique et souvent historique, où se révèle son attachement pour un âge célébré (l'enfance et l'adolescence), et son intérêt pour des époques (l'Antiquité, le XIXe siècle, la Seconde Guerre mondiale…) ou des pays (l'Égypte, les Îles de la Sonde, le Sahara…) lointains : autant de mondes dont il tente de révéler l'universalité ou l'actualité.

## Parcours

### Saad
Salué par des critiques tels que Jean-Marie Le Sidaner, Matthieu Galey, Jacques Brenner ou Hugo Marsan, son premier roman, Saad, est publié par Georges Lambrichs dans la collection « Le Chemin ». Associant « récit d'aventures, allusions historiques, conte, analyse d'une sensibilité aigüe, journal d'introspection », Saad « est à la fois un hommage à Rimbaud et une quête ». Il conte le destin, à la fin du XIXe siècle, d'un peintre installé à Tadjourah au bord de la Mer Rouge, tentant vainement de peindre Saad, son jeune esclave, et entraîné dans une recherche de trésor en compagnie du poète Arthur Rimbaud devenu trafiquant d'armes. Saad a été couronné par le Prix littéraire de la Vocation en 1981. Rimbaldien, Alain Blottière a également rédigé la préface et les notes des Œuvres Complètes du poète dans la collection Bouquins (Robert Laffont, 1980). À l'époque de la parution de Saad, il déclarait aimer « les bandes dessinées[,] les voyages, Michel Leiris [et] Georges Limbour ».

### Le Point d'eau
Son deuxième roman, Le Point d'eau, publié en 1985, quoique centré sur l'oasis égyptienne de Siwa,, traite de la quête d'un frère perdu dans les îles de la Sonde avec une subtilité et une délicatesse telles, selon Françoise Dorenlot, que « l'économie de moyens, l'harmonie de la langue s'imposent au lecteur le plus inattentif ».

### L'Oasis
Deux ans plus tard, Alain Blottière peut enfin se rendre dans l'oasis de Siwa, jusqu'alors interdite aux étrangers. De plusieurs séjours dans cette oasis berbère proche de la frontière libyenne naît en 1992 L'Oasis, à la fois récit de voyage et histoire d'un lieu qui fut dans l'Antiquité le siège d'un célèbre oracle, consulté par Alexandre le Grand. À propos de ce livre mêlant les genres, Jean-Pierre Péroncel-Hugoz parle d'un « récit en même temps doux et musculeux [...] un petit chef-d'œuvre d'équilibre entre les impressions personnelles, les paysages, les lettres et l'histoire. Tout cela avec une vraie liberté d'esprit rappelant celle de feu François Augiéras, autre voyageur indépendant, voire parfois le Montherlant des itinéraires nord-africains ». Évoquant la fragilité de l'oasis devant les agressions du tourisme moderne, Nelly Stéphane écrit : « N'allez pas à Siwa, contentez-vous de l'imaginer à travers les pages si belles que lui consacre Blottière. »

### L'Enchantement
En 1995, Alain Blottière est à nouveau récompensé par un prix littéraire important, le prix Valery-Larbaud, ainsi que par le prix Louis-Barthou de l'Académie française : L'Enchantement, un « splendide roman », nous emmène cette fois en Égypte, au bord du Nil, au chevet d'un vieux prince mourant dictant ses mémoires à un « nègre » (un métier qu'Alain Blottière connaît bien pour l'avoir pratiqué.), tout en lui révélant, à la condition qu'il ne les divulgue pas, quelques-uns de ses scandaleux secrets. Selon Monique Pétillon, ces révélations « donnent au récit l'atmosphère magique d'un conte oriental ».

### Si-Amonn
Paru en 1998, Si-Amonn est une plongée « souvent lyrique, frémissant[e] » dans les bas-fonds de la ville de Cyrène, colonie grecque de Libye, au IVe siècle avant notre ère. Selon Louise Lambrichs, cette évocation d'un « monde gouverné par les plaisirs et néanmoins traversé de sentiments tendres et purs » atteste de « l'écriture pleine de charme et de légèreté où excelle Blottière ». Nicolas Bréhal note que ce roman, aux allures de « péplum intimiste », suggérées par sa « couverture au charme exotique », est « bien plus et bien mieux qu'un roman obéissant aux lois du genre », car l'auteur « malgré les apparences, n'est pas ici en reste avec lui-même » : « la fable, qui lui sert de trame, [...] rejoint des thèmes qui lui sont chers, notamment les troubles et les contradictions de l'éveil sensuel, dans la dualité masculin-féminin, qui trouvent au coeur de cette période non plus une justification psychologique mais une explication proprement historique ». Le critique observe toutefois que ce conte « eût été une réussite parfaite s'il n'avait pas été écrit dans un style souvent trop précieux. L'application, la fioriture étouffent en surface le sens profond d'un récit qu'on eût aimé moins dissimulé. Mais cet excès de délicatesse ne devrait pas nuire au mystère d'une poésie qui demeure, derrière ces mots gracieux, sibylline et troublante. ». À propos de ce roman qu'il qualifie lui-même de « péplum très littéraire », Alain Blottière écrit: « J'aimerais beaucoup qu'on le lise à petites gorgées. Car il n'y en aura pas d'autres. Ce qui m'anime n'intéresse pas grand monde, et je l'ai déjà beaucoup répété. Si-Amonn est donc mon dernier roman. »

### Le Tombeau de Tommy
Alain Blottière revient au roman dix ans plus tard. En effet, après avoir publié divers ouvrages et articles sur l'Égypte, où il séjourne régulièrement, il fait paraître en 2009 Le Tombeau de Tommy. Ce roman « d'alterfiction », « inclassable et profond », incorpore des pans de réel d'une manière qui permet à l'auteur « de contourner le mur qui sépare la fiction de la réalité, en faisant de la première un possible révélateur de la seconde ». Il est sélectionné pour les prix Médicis et Renaudot. Il conte l'histoire du tournage d'un film consacré à Thomas Elek, jeune résistant juif hongrois membre du Groupe Manouchian, fusillé par les Allemands en 1944,. Au cours de ce tournage, Gabriel, l'acteur interprétant le rôle d'Elek, finit par s'identifier de manière inquiétante à son personnage. Blottière se détache ici de son inspiration exotique coutumière (« Il m'a fallu dix ans pour me débarrasser d'un certain ressassement », écrit-il), pour évoquer « dans une langue humble et pudique » la « confrontation entre un adolescent héroïque d'autrefois et un adolescent a priori banal d'aujourd'hui ». Un documentaire, On l'appelait Tommy, réalisé par Philippe Fréling, en a été tiré en 2010. L'ouvrage fait en outre l'objet d'une édition parascolaire en 2016.

### Rêveurs
En 2012, Alain Blottière publie Rêveurs, un roman qui évoque deux adolescents que rien, en apparence, ne rapproche et ne devrait amener à se croiser, dont l'un vit dans la banlieue parisienne au sein d’une famille privilégiée et l'autre au Caire en vendant des cartons récupérés. Rêveurs, « inspiré sans doute par [l]a double résidence » de son auteur, est situé en France et en Égypte au moment de la révolution de 2011,. Il se caractérise sur le plan formel par le passage, au sein d'une même phrase, d'un des deux pays à l'autre,. Jacques Drillon décrit ainsi cette particularité formelle : « Ce roman émouvant et beau est tout entier bâti sur un principe formel très clair et très efficace: la scène est double, et pour passer de l'une à l'autre, Alain Blottière emploie une phrase charnière, qui commence sur la première, Paris, et finit sur la seconde, Le Caire. De même pour le trajet inverse. Sur chaque scène, un adolescent: Nathan à Paris, Goma au Caire ». Selon Salim Jay, ce roman est « un modèle de travail bien fait », du « point de vue de la technique du romancier et de l’efficacité du discours » : « Il y règne un climat d’authenticité de la parole intérieure que l’on ne rencontre pas communément. Dans une langue juste qui exprime avec l’autorité de la grâce les moindres circonvolutions du désir et du délire, Alain Blottière évoque avec une acuité exceptionnelle les tourments de deux adolescents ». Rêveurs a été sélectionné pour le prix Médicis.

### Mon île au trésor - Dans les sables de Libye
Mon île au trésor, publié en 2013, traite des différentes expéditions organisées, y compris par Blottière lui-même, à la recherche d'une improbable île au trésor située dans le désert libyque. L'incipit du livre souligne qu'il s'agit d'un récit : « pas un des mots que vous allez lire ne relève de la fiction ». L'ouvrage est sélectionné pour le prix Médicis et reçoit le grand prix littéraire de la ville d'Asnières.

### Comment Baptiste est mort
En 2016, Alain Blottière publie Comment Baptiste est mort, un roman partiellement inspiré de l'enlèvement d'une famille française en 2013 par Boko Haram au Cameroun, mais dont l'action se situe au Sahara. Le roman est récompensé par le prix Mottart de l'Académie française, le prix Jean-Giono 2016 et le prix Décembre 2016. Amélie Nothomb, jurée de ce dernier prix, trouve le roman « sublime » et déclare au Figaro n'avoir « jamais voté au prix Décembre pour un candidat avec autant d'enthousiasme ». 

### Azur noir
En 2020, Alain Blottière publie Azur noir, un roman qui développe un de ses thèmes de prédilection, les troubles adolescents, en évoquant, à travers le personnage principal, le jeune Léo, celui suscité par Rimbaud à son arrivée à Paris. À l'occasion du séjour dans une maison où vécut le poète avec Verlaine à Montmartre,, Léo subit une sorte de « conversion rimbaldienne » et croit perdre la vue, étant sujet à des « illuminations », tantôt présentées comme un cas de « cécité hystérique », et tantôt comme une forme de voyance, un paradoxe que suggère le titre. Alain Blottière s'attache à analyser la métamorphose de Léo et le développement de son « magnétisme, comme une infusion du poète en lui ». Le roman est intégré en mai 2020 à la « sélection de printemps » du prix Renaudot et choisi en juin 2020 comme finaliste du prix Orange du Livre. En septembre de la même année, il est récompensé par le prix Pierre Mac Orlan.

## Distinctions
- Chevalier de l'ordre des Arts et des Lettres

## Œuvres
- Saad, roman, Gallimard, coll. « Le Chemin », Paris, 1980  (ISBN 9782070210176). Prix littéraire de la Vocation[2],[5],[60].
- Le Point d'eau, roman, Gallimard, Paris, 1985  (ISBN 9782070703838)
- Intérieur bleu, roman, Balland, Paris, 1990  (ISBN 9782715807846).
- L'Oasis: Siwa, récit, Quai Voltaire, Paris, 1992  (ISBN 9782876531185); édition de poche : Payot, Paris, 1994  (ISBN 9782228895903).
- L'Enchantement, roman, Calmann-Lévy, Paris, 1995  (ISBN 2702123546). Prix Valery-Larbaud[16].
- Si-Amonn, roman, Mercure de France, Paris, 1998  (ISBN 2715220871)[18],[61].
- Tableaux des oasis égyptiennes, récit, Arthaud, 1999  (ISBN 9782700312416)[15].
- Petit dictionnaire des dieux égyptiens Zulma, Paris, 2000  (ISBN 9782843040894)[62].
- Un voyage en Égypte au temps des derniers rois, récit, Flammarion, Paris, 2003  (ISBN 9782080107954)[63],[64].
- Comme une image, récit, in La Nouvelle Revue française no 582, Gallimard, Paris, 2007  (ISBN 2070785181).
- Aimer encore l'Égypte, préface à Fils de roi, Portraits d'Égypte de Denis Dailleux, photographies, Gallimard, Paris, 2008  (ISBN 9782070123148).
- Le Tombeau de Tommy, roman, Gallimard, Paris, 2009  (ISBN 9782070729951); édition de poche : Folio (Gallimard) no 5203, Paris, 2011  (ISBN 9782070440436)[22],[31],[65].
- Rêveurs, roman, Gallimard, Paris, 2012  (ISBN 9782070138333). Prix Alfred-Verdaguer 2013  de l'Académie française.
- Houdi, nouvelle, livre d'artiste à cinq exemplaires numérotés, avec des illustrations de Jean-Pierre Thomas, 2012[66].
- Mon île au trésor - Dans les sables de Libye, récit, Arthaud, Paris, 2013  (ISBN 2081297922). Grand prix de la ville d'Asnières[44]
- Comment Baptiste est mort, roman, Gallimard, Paris, 2016  (ISBN 9782070178650); édition de poche : Folio (Gallimard) no 6429, Paris, 2018  (ISBN 9782072762383). Prix Décembre[48], Prix Jean-Giono[47].
- Azur noir, roman, Gallimard, Paris, 2020 (ISBN 9782072879333)[67]. Prix Pierre Mac Orlan[59].